# Kim (sang)
 For alternative betydninger, se Kim. (Se også artikler, som begynder med Kim)
"Kim" er en sang af den amerikansk rapper Eminem fra hans album The Marshall Mathers LP fra 2000. Sangen omhandler hans voldsomme vrede og had mod hans daværende kone Kim Mathers. I sangen imiterer sangeren hendes stemme, og han ender med at slå hende ihjel.
| Musik | Spire Denne musikartikel er en spire som bør udbygges. Du er velkommen til at hjælpe Wikipedia ved at udvide den. |